# Culicoides grenieri
Culicoides grenieri är en tvåvingeart som beskrevs av Vattier och Adam 1966. Culicoides grenieri ingår i släktet Culicoides och familjen svidknott.
Artens utbredningsområde är Kongo. Inga underarter finns listade i Catalogue of Life.